# Lac Mathieu (Rivière de l'Écluse)
Lac Mathieu är en sjö i Kanada.   Den ligger i regionen Saguenay–Lac-Saint-Jean och provinsen Québec, i den östra delen av landet, 500 km nordost om huvudstaden Ottawa. Lac Mathieu ligger 195 meter över havet. Arean är 1,3 kvadratkilometer. Den sträcker sig 3,2 kilometer i nord-sydlig riktning, och 1,5 kilometer i öst-västlig riktning.
I omgivningarna runt Lac Mathieu växer i huvudsak blandskog. Trakten runt Lac Mathieu är nära nog obefolkad, med mindre än två invånare per kvadratkilometer.